# コソボの国際競技連盟への加盟
コソボの国際競技連盟への加盟（コソボのこくさいきょうぎれんめいへのかめい）では、国際競技連盟へのコソボの加盟状況について説明する。

## 概要
コソボは1990年代からいくつかの国際競技連盟に参加していたが、2008年2月17日にセルビアからの独立を宣言して以来、多くの連盟から受け入れられるようになっていった。
一方で、セルビアはコソボの分離独立を認めず、国連が統治する自国の自治領と見なしている。コソボは2015年現在のところ、14の国際競技連盟の正式な加盟国、3連盟の暫定的な加盟国、2連盟の準加盟国、さらにヨーロッパの2連盟の加盟国となっている。また、2014年12月9日にコソボオリンピック委員会はIOCへの正式な加盟も認められた。
2015年にアゼルバイジャンのバクーで開催されたヨーロッパ競技大会が、IOCによって承認されて以降コソボの参加した初の総合競技大会となった。2016年のリオデジャネイロオリンピックへの参加がそれに続く。なお、コソボはIOCに承認される以前の2003年から2011年までスペシャルオリンピックスに参加していた。その大会に選手を派遣するためにスペシャルオリンピックスコソボという団体が設立されて選手のサポートを行った。また、コソボ出身の選手は2005年にフランスのランブイエで開催された第4回小人症ワールドスポーツゲームズ、2015年にロシアのカザンで開催された世界水泳選手権、同じく2015年に開催されたハンドボールのIHF新興国選手権大会などにも参加した。

## 認可された加盟申請
次のリストはコソボからの加盟申請を認可したか受理した競技連盟。
| 連盟                                           | 注記 | 地位     | 日付           |
| ---------------------------------------------- | --- | -------- | -------------- |
| 欧州ハンドボール連盟 (EHF)                     | 2014年9月20日に正式加盟を果たして、直ちに大会への参加が可能となった。 | 正式加盟 | 2014年9月20日  |
| 欧州ミニゴルフ連盟 (EMF)                       | 2012年4月にコソボの正式加盟を認めた | 正式加盟 | 2012年4月20日  |
| ヨーロッパオリンピック委員会 (EOC)             | 2014年12月9日にIOCがコソボの正式加盟を認めたことにより、EOCへの加盟も自動的に承認されることになった。 | 正式加盟 | 2014年12月9日  |
| 国際航空連盟 (FAI)                             | FAIは2015年にコソボの正式加盟を認めた。 | 正式加盟 | 2015年9月25日  |
| 国際サッカー連盟 (FIFA)                        | 2016年5月13日のFIFA総会で審議され、投票では賛成141票、反対23票と過半数の票を獲得し、ジブラルタルサッカー協会とともに210番目、211番目の加盟国・地域として承認された。 | 正式加盟 | 2016年5月13日  |
| 世界アーチェリー連盟 (FITA)                    | FITAは2011年にコソボの正式加盟を認めた。 | 暫定加盟 | 2011年7月1日   |
| 国際テニス連盟 (ITF)                           | ITFは2015年にコソボの正式加盟を認めた。 | 正式加盟 | 2015年9月25日  |
| 国際陸上競技連盟 (IAAF)                        | 2015年4月15日にIAAFはコソボを完全な権利と義務を有する暫定加盟国として承認した。2015年8月19日には投票の結果、賛成189、反対13により正式加盟国の地位が与えられた。 | 正式加盟 | 2015年8月19日  |
| 国際バスケットボール連盟 (FIBA)                | FIBAは2015年にコソボの正式加盟を認めた。 | 正式加盟 | 2015年3月13日  |
| 国際ボクシング協会 (AIBA)                      | 2012年7月にAIBAの195カ国目の加盟国となったが、この時点では暫定加盟だった。その後、2014年11月14日に正式加盟を果たした | 正式加盟 | 2014年11月14日 |
| 国際体操連盟 (FIG)                             | FIGは2014年10月29日と30日にウズベキスタンで開催された第80回総会でコソボの正式加盟を認めた | 正式加盟 | 2014年10月30日 |
| 国際柔道連盟 (IJF)                             | IJFは2012年4月10日にコソボの正式加盟を認めた | 正式加盟 | 2012年4月10日  |
| 国際キックボクシング連盟 (IKF)                 | IKFは2015年にコソボの正式加盟を認めた。 | 正式加盟 | 2015年3月18日  |
| 国際近代五種連合 (UIPM)                        | UIPMは2013年にキプロスで開催された総会においてコソボの正式加盟を認めた | 正式加盟 | 2013年9月29日  |
| 国際オリンピック委員会 (IOC)                   | IOCは2014年12月9日にモナコで開催された第127次総会においてコソボオリンピック委員会の正式加盟を承認した | 正式加盟 | 2014年12月9日  |
| 国際大学スポーツ連盟 (FISU)                    | FISUは2017年の一般総会でコソボの加盟を認めた | 正式加盟 | 2017年7月17日  |
| 国際セーリング連盟 (ISAF)                      | ISAFは2012年にコソボの正式加盟を認めた | 正式加盟 | 2012年5月8日   |
| 国際スキー連盟 (FIS)                           | コソボは2004年からFISにおいてオブザーバーの地位にあった。その後、2011年には暫定加盟国となった | 暫定加盟 | 2011年11月7日  |
| 国際ソフトボール連盟 (ISF)                     | ISFは2008年にコソボの正式加盟を認めた | 正式加盟 | 2008年8月12日  |
| 世界水泳連盟 (WA) （旧：国際水泳連盟〈FINA〉） | FINAは2015年にコソボの正式加盟を認めた | 正式加盟 | 2015年2月17日  |
| 国際卓球連盟 (ITTF)                            | コソボは独立宣言をする前の2003年からITTFへの正式加盟を果たしていた | 正式加盟 | 2003年5月21日  |
| 国際ウエイトリフティング連盟 (IWF)             | IWFは2008年にコソボの正式加盟を認めた | 正式加盟 | 2008年6月8日   |
| ヨーロッパテニス協会                           | ヨーロッパテニス協会は2015年にコソボの正式加盟を認めた。 | 正式加盟 | 2015年3月28日  |
| 欧州サッカー連盟 (UEFA)                        | コソボサッカー連盟は2015年9月17日に開催されたUEFA理事会において同連盟のUEFA加盟を求める要求書を提出し、2016年5月3日に開催予定の第40回UEFA通常総会で議題として取り上げられることとなった。総会では加盟を問う投票が行われ、賛成28票、反対24票、無効2票と加盟に必要な過半数の票を獲得したことから、UEFAの55番目の加盟協会として承認された。 | 正式加盟 | 2016年5月3日   |
| 国際自転車競技連合 (UCI)                       | 2015年2月にUCIはコソボがUCIの関わる競技大会へ参加できるように仮加盟を認めた。2015年9月25日には正式加盟を認めた。 | 正式加盟 | 2015年9月25日  |
| 世界レスリング連合 (UWW)                       | 2008年よりコソボを準加盟国として扱っていたが、2015年1月16日に暫定加盟を認めた | 暫定加盟 | 2015年1月16日  |
| 世界カーリング連盟 (WFC)                       | WFCは2012年にスコットランドで開催された総会でコソボの暫定加盟を認めた | 暫定加盟 | 2012年10月21日 |
| 世界空手道連盟 (WKF)                           | WKFは2014年12月13日にコソボの暫定加盟を認めた | 暫定加盟 | 2014年12月13日 |
| 世界テコンドー連盟 (WTF)                       | WTFは2013年の年次総会でコソボの暫定加盟を認めた | 暫定加盟 | 2013年7月14日  |

## 拒否された、もしくは以前に拒否されたことのある加盟申請

### 国際サッカー連盟
2008年10月に国際サッカー連盟 (FIFA)はコソボサッカー連盟からの加盟申請を拒否した。FIFA規約第10条にある、国際社会に承認された独立国家のみが申請を認可されるという取り決めを満たさないと見なされた。結果として、コソボはFIFA管轄のいかなる親善試合にも参加を認められなかった。そのためコソボのサッカー選手の多くは他国の代表チーム、とりわけアルバニア代表チームに加わってプレーすることになった。2009年11月にFIFAは副会長のジェフ・トンプソンがコソボの代表団及びセルビアサッカー連盟と会合を持った。伝えられるところによれば、他国へ移ったコソボの選手への招集状の送付に関する点など、現在直面している問題について議論された。
2011年春にFIFA会長のゼップ・ブラッターは、コソボが国連に承認されなければFIFAに加わることはできないと述べた。しかしながら、2012年5月22日にFIFAは、FIFAに属する208の加盟国がコソボとの国際親善試合に参加することが可能であるとの認識を示した。｢コソボがサッカー連盟を組織したことは理にかなった姿勢であり、お互いの利益ともなる。また、今回のFIFA執行委員会による決定は、コソボのFIFA加盟への動きを促進させることにもなるだろう｣とブラッターは語った。2012年12月21日にコソボは、性別を問わず全ての年代別チームにおいてFIFA加盟国との国際親善試合が可能となった。

### FIFA緊急委員会はコソボの代表及びクラブチームによる親善試合を承認
FIFA規約第83条では、FIFA執行委員会がFIFA加盟国と非加盟国との試合を行う認可を付与する権限を有すると規定しており、この場合の非加盟国はコソボサッカー連盟(FFK)が該当する。
2012年以降に様々な会合が持たれて来たが、2014年1月13日現在、FIFA対策委員会はコソボが代表及びクラブチームを含めて親善試合という形で試合を行うことを承認している。
2014年1月10日にFIFA本部で会長のブラッター立会いの下、セルビアサッカー連盟会長のトミスラフ・カラジッチとFFK会長のファディル・ボクリとの話し合いが持たれた結果、この取り決めがなされて、FIFA緊急委員会によって承認されることになった。
コソボが代表及びクラブチームを含めて親善試合という形で試合を行うことが承認されたことにより、直ちに以下の効力が発せられる
- FIFA加盟国はコソボの代表チーム及びクラブチームと親善試合を行える
- コソボの代表チーム及びクラブチームは、国の象徴となる国旗や国章などを表示することはできず、国歌も演奏されることはない。しかしながら、ユニフォームや備品などへのコソボの名称表示は認められる。名前と同じサイズの星型の表示も同様。
- コソボの代表チーム及びクラブチームは、FIFAに加盟を果たすまで公式試合や予選会に出場することはできない
- コソボの代表チーム及びクラブチームは、元ユーゴスラビアだった国々の代表チーム及びクラブチームとは許可が下りるまで試合はできない
- コソボの代表チーム及びクラブチームは、コソボ領内で国際親善試合を行うことも可能。
そのためには試合の行われる少なくとも3週間前にFIFAへ書面で通知する。FIFAは続いてセルビアサッカー連盟にその点を通知する。
- この取り決めの破棄に関してはFIFAに一任される。その場合は自動的に破棄される。
｢FIFA緊急委員会による今回の決定は、コソボにおけるサッカーの発展に大きな後押しとなるとともに、我々のスポーツが人々を一体化させる並外れて大きな力を有していることを再確認するものだ｣とブラッターは語った。

### 欧州サッカー連盟
2008年11月13日に欧州サッカー連盟(UEFA)会長のミシェル・プラティニは、コソボがUEFAやFIFAに加盟するには国連に承認されなければならないと語った。

### 国際バスケットボール連盟
2008年4月26日に国際バスケットボール連盟(FIBA)は、加盟への必要条件が満たされていないとして、コソボバスケットボール連盟(FBK)の加盟申請を拒否した。続いて、FIBA及びFIBAヨーロッパスポーツ理事のルボミル・コトレバとコスタ・イリエフは、FIBA中央委員会へのレポート作成の準備をするためにコソボを訪問した。そこでコトレバは次のように語った。｢FBKは受け入れられるためにこれ以上やるべきことはない。コソボがFIBAに承認されるべきかと尋ねられたらイエスと答えるが、それがいつになるかは分からない。コソボを承認するための決定は別の機会に行われるだろう｣。その後、FBKは再度の加盟申請を行うと、2008年12月6日から7日に渡って開催されたFIBA中央委員会において審議された。そこではFIBAがFBKの要請を受け入れる根拠が見出せないとして、再度却下されることになった。

### 国際スキー連盟
2008年5月30日にケープタウンで開催された国際スキー連盟(FIS)の総会においてFISは、コソボの加盟は国連の承認次第によるとの認識を示した。とりあえずコソボのスキー選手は、FIS主催及び子供向けの競技会への参加は認められることになった。

### ヨーロッパテニス協会
2010年2月24日にヨーロッパテニス協会は、コソボテニス連盟による加盟申請を拒否した。